# Cecil Ashby

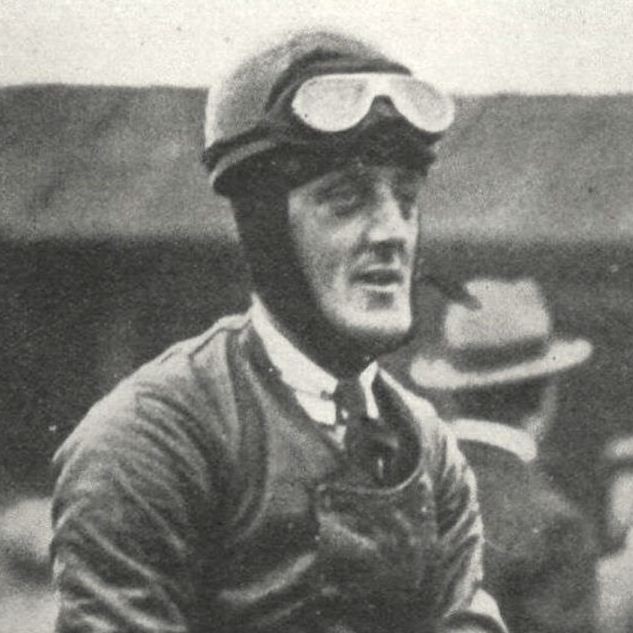
Cecil Ashby

Cecil Thomas Ashby (* 1897 oder 1898; † 10. Juni 1929 in Douglas, Isle of Man) war ein britischer Motorradrennfahrer.
In seiner Karriere gewann er unter anderem zweimal die Motorrad-Europameisterschaft.

## Karriere
Cecil Ashby debütierte im Jahr 1924 auf einer 350-cm³-Montgomery mit Rang vier in der Junior-Klasse bei der Tourist Trophy auf der Isle of Man, dem damals schwierigsten Motorradrennen der Welt. Im Juni 1925 gewann er auf P&M mit dem Halbliter-Lauf beim Bäderrennen in Swinemünde sein erstes internationales Rennen. Wenige Wochen später siegte er auf der Berliner AVUS auf einer Zenith im 250er-Lauf um den erstmals ausgetragenen Großen Preis von Deutschland.
Im Jahr 1927 erreichte Ashby mit Rang drei hinter Wal Handley und Luigi Arcangeli im Lightweight-Rennen die beste TT-Platzierung seiner Laufbahn. Am ersten Juliwochenende wurde im Rahmen des Großen Preises von Deutschland auf dem neu eröffneten Nürburgring die Motorrad-Europameisterschaft 1927 ausgefahren. Cecil Ashby siegte im 250-cm³-Rennen auf OK-Supreme vor dem Deutschen Walfried Winkler auf DKW und dem Österreicher Hugo Höbel auf Puch und krönte sich damit zu Europameister. Im Halbliterlauf belegte er hinter Landsmann Graham Walker (Sunbeam) und dem Iren Stanley Woods (Norton) auf einer Rudge Dritter. Kurze Zeit später gewann der Brite auf OK-Supreme-J.A.P. das Viertelliter-Bäderrennen, das diesmal in Kolberg stattfand.
Im Jahr darauf verteidigte Ashby seinen Viertelliter-EM-Titel durch einen Sieg beim Großen Preis der Schweiz auf dem Circuit de Meyrin in Genf. Außerdem gewann er im August des Jahres zum dritten Mal in seiner Laufbahn das Bäderrennen, diesmal auf Ardie in der Halbliterklasse, und im September auch den in Vösendorf ausgetragenen 250er-Grand-Prix von Österreich.

### Tödlicher Unfall
Am 10. Juni 1929 verunglückte Cecil Ashby im Junior-TT-Rennen schwer. Er stürzte mit seiner New Imperial bei Ballacraine und zog sich dabei schwere Kopfverletzungen zu, an denen er noch am selben Abend im Noble’s Hospital in Douglas verstarb.

## Erfolge
- 1927 – 250-cm³-Europameister auf OK-Supreme
- 1928 – 250-cm³-Europameister auf OK-Supreme